# Arrels (revista)
Arrels, amb el nom complet ‘Arrels. El món que torna‘, és una publicació periòdica o revista de caràcter trimestral en format paper, impulsada per la cooperativa 'Som', que va veure la llum a finals de l'any 2020.
L'objectiu d'Arrels, impulsat per la cooperativa 'Som', també responsable de publicacions com Descobrir Catalunya o Sàpiens, és el de la divulgació d’informació i coneixements d’un estil de vida basat en els valors de la natura i el món rural, on es posen en contacte directe els consumidors amb els pagesos productors d'aliments de proximitat. Arrels també compta amb una web (arrels.info) i amb un mercat de pagès en línia. El projecte també inclourà el format radiofònic, amb podcasts que es penjaran a la web, presentats per periodistes com Albert Mercadé, Miquel Andreu o Txell Bonet.
El projecte va començar l'estiu del 2020, amb un manifest signat per personalitats com l'atleta Kilian Jornet, la cuinera Carme Ruscalleda, el coordinador d'Unió de Pagesos de Catalunya, Joan Caball i Subirana, el cantautor Lluís Llach o la periodista Laura Rosel i Solà, entre més, que donaven suport la iniciativa. Immediatament, va començar una campanya per sumar fundadors que la fessin possible, que ben aviat va arribar als 3.000.
Cada monogràfic conté a més dels reportatges, diverses seccions i contingut pràctic, com entrevistes, articles d’opinió, consells i idees per a un dia a dia més autosuficient. La revista es podrà adquirir als quioscs, a les botigues Abacus i als supermercats Bonpreu o a través del web. El projecte multiplataforma Arrels també es podrà escoltar a "Ona pagesa", un magazín informatiu setmanal d'actualitat del món rural que dirigeix Albert Mercadé i copresenta amb Miquel Andreu.